# Chris Cannon
Chris Cannon celým jménem Christopher Black Cannon (20. října 1950 Salt Lake City, Utah, USA – 8. května 2024) byl americký advokát a republikánský politik. Studoval na Brigham Young University. V letech 1992–1994 byl předsedou finančních záležitostí v Utažské republikánské straně. V letech 1997–2009 byl členem Sněmovny reprezentantů USA za třetí obvod státu Utah.